# Fundação Universitária Vida Cristã 2020-2021
Questa voce raccoglie le informazioni riguardanti la Fundação Universitária Vida Cristã nella stagione 2020-2021.

## Stagione
La Fundação Universitária Vida Cristã assume la denominazione sponsorizzata EMS Taubaté Funvic nella stagione 2020-21.
Conquista la Supercoppa brasiliana, sconfiggendo in finale il Sada.
Raggiunge la finale in Coppa del Brasile, dove incontra nuovamente il Sada, uscendo sconfitta in cinque set.
Partecipa alla Superliga Série A per la nona volta nella sua storia, terminando la regular season al secondo posto: si qualifica quindi ai play-off scudetto, dove conquista il proprio secondo titolo nazionale superando in finale il Minas.
A livello locale partecipa al Campionato Paulista, perdendo in finale contro il BVC.

## Organigramma societario
Area direttiva
- Presidente: Luís Otávio Palhari

Area tecnica
- Allenatore: Carlos Weber
- Assistente allenatore: Maurício Thomas, Giuliano Ribas

## Rosa
| N° | Nome                 | Ruolo | Data di nascita   | Nazionalità sportiva |
| -- | -------------------- | ----- | ----------------- | -------------------- |
| 1  | Bruno de Rezende     | P     | 2 luglio 1986     | Brasile              |
| 3  | Fabiano Jeronymo     | P     | 11 giugno 1986    | Brasile              |
| 4  | Bruno Biella         | C     | 18 settembre 1998 | Brasile              |
| 5  | Maurício Silva       | S     | 4 febbraio 1989   | Brasile              |
| 7  | Raphael de Oliveira  | P     | 14 giugno 1979    | Brasile              |
| 8  | Vitor Yudi           | L     | 12 marzo 1999     | Brasile              |
| 9  | Gabriel Cândido      | O     | 18 settembre 1996 | Brasile              |
| 10 | João Rafael Ferreira | S     | 17 marzo 1993     | Brasile              |
| 11 | João Franck          | S     | 9 marzo 1999      | Brasile              |
| 13 | Maurício de Souza    | C     | 29 settembre 1988 | Brasile              |
| 14 | Douglas de Souza     | S     | 20 agosto 1995    | Brasile              |
| 15 | Riad Garcia          | C     | 2 ottobre 1981    | Brasile              |
| 16 | Lucas Saatkamp       | C     | 6 marzo 1986      | Brasile              |
| 17 | Thales Hoss          | L     | 27 aprile 1989    | Brasile              |
| 18 | Felipe Roque         | O     | 19 maggio 1997    | Brasile              |

## Statistiche

### Statistiche di squadra
| Competizione          | Punti | In casa | In casa | In casa | In trasferta | In trasferta | In trasferta | Totale | Totale | Totale |
| Competizione          | Punti | G       | V       | P       | G            | V            | P            | G      | V      | P      |
| --------------------- | ----- | ------- | ------- | ------- | ------------ | ------------ | ------------ | ------ | ------ | ------ |
| Superliga Série A     | 58    | 13      | 13      | 0       | 12           | 9            | 3            | 29     | 26     | 3      |
| Coppa del Brasile     | -     | 1       | 1       | 0       | 0            | 0            | 0            | 3      | 2      | 1      |
| Supercoppa brasiliana | -     | -       | -       | -       | -            | -            | -            | 1      | 1      | 0      |
| Totale                | -     | 24      | 24      | 0       | 12           | 9            | 3            | 33     | 29     | 4      |

### Statistiche dei giocatori
| Giocatore      | Superliga Série A | Superliga Série A | Superliga Série A | Superliga Série A | Superliga Série A |
| Giocatore      | P                 | PT                | AV                | MV                | BV                |
| -------------- | ----------------- | ----------------- | ----------------- | ----------------- | ----------------- |
| B. Biella      | 12                | 32                | 20                | 10                | 2                 |
| G. Cândido     | 18                | 94                | 72                | 15                | 7                 |
| R. de Oliveira | 16                | 7                 | 1                 | 5                 | 1                 |
| B. de Rezende  | 26                | 52                | 12                | 25                | 15                |
| D. de Souza    | 18                | 204               | 177               | 13                | 14                |
| M. de Souza    | 26                | 244               | 145               | 88                | 11                |
| J.R. Ferreira  | 23                | 200               | 181               | 5                 | 14                |
| J. Franck      | 21                | 39                | 31                | 8                 | 0                 |
| R. Garcia      | 5                 | 23                | 12                | 8                 | 3                 |
| T. Hoss        | 23                | 0                 | 0                 | 0                 | 0                 |
| F. Jeronymo    | 7                 | 0                 | 0                 | 0                 | 0                 |
| F. Roque       | 27                | 318               | 247               | 41                | 30                |
| L. Saatkamp    | 23                | 204               | 149               | 34                | 21                |
| M. Silva       | 26                | 214               | 168               | 15                | 31                |
| V. Yudi        | 6                 | 1                 | 1                 | 0                 | 0                 |

P = presenze; PT = punti totali; AV = attacchi vincenti; MV = muri vincenti; BV = battute vincenti

NB: Non sono disponibili i dati relativi alla Coppa del Brasile e alla Supercoppa brasiliana e, di conseguenza, quelli totali.